# 서울 중구의 국회의원

## 행정구역 변천
- 1945년 8월 15일 경기도 경성부 중구
- 1946년 8월 15일 경기도 서울시 중구
- 1946년 9월 28일 서울특별자유시 중구

## 서울 중구의 역대 국회의원 일람
| 대수         | 이름           | 소속정당     | 임기                               | 선거구역 |
| ------------ | -------------- | ------------ | ---------------------------------- | --- |
| 제헌         | 윤치영(尹致暎) | 한국민주당   | 1948년 5월 31일 ~ 1950년 5월 30일  | 중구 일원(제1선거구) |
| 제2대        | 원세훈(元世勳) | 민족자주연맹 | 1950년 5월 31일 ~ 1954년 5월 30일  | 중구 갑: 태평로1,2가 다동 무교동 남대문로1,2,3,4,5가 삼각동 수하동 장교동 소공동 남창동 양동 북창동 봉래동1,2가 도동1,2가 동자동 회현동1,2,3가 남산동1,2,3가 남학동 주자동 예장동 필동1가 충무로1,2,3가 명동1,2가 저동1,2가 초동 을지로1, 2가 수표동 |
| 제2대        | 정일형(鄭一亨) | 무소속       | 1950년 5월 31일 ~ 1954년 5월 30일  | 중구 을: 필동2,3가 충무로4,5가 인현동1,2가 예관동 묵정동 장충동1,2가 오장동 쌍림동 광희동1,2가 을지로3,4,5,6,7가 입정동 산림동 주교동 방산동 |
| 제3대        | 윤치영(尹致暎) | 대한국민당   | 1954년 5월 31일 ~ 1958년 5월 30일  | 중구 갑: 태평로1,2가 다동 무교동 남대문로1,2,3,4,5가 삼각동 수하동 장교동 소공동 남창동 양동 북창동 봉래동1,2가 도동1,2가 동자동 회현동1,2,3가 남산동1,2,3가 남학동 주자동 예장동 필동1가 충무로1,2,3가 명동1,2가 저동1,2가 초동 을지로1, 2가 수표동 |
| 제3대        | 정일형(鄭一亨) | 무소속       | 1954년 5월 31일 ~ 1958년 5월 30일  | 중구 을: 필동2,3가 충무로4,5가 인현동1,2가 예관동 묵정동 장충동1,2가 오장동 쌍림동 광희동1,2가 을지로3,4,5,6,7가 입정동 산림동 주교동 방산동 |
| 제4대        | 주요한(朱曜翰) | 민주당       | 1958년 5월 31일 ~ 1960년 7월 28일  | 중구 갑: 덕수동 흥천동 청계동 대창동 숭남동 도동 동자동 회현1가제1동 회현1가제2동 회현2, 3가동 남산동 남곡동 충무로1, 2가동 명동 영희동 을지로2, 3가동                                                                                               |
| 제4대        | 정일형(鄭一亨) | 민주당       | 1958년 5월 31일 ~ 1960년 7월 28일  | 중구 을: 동원동 충인동 야현동 인현1가동 악선동 장충1가동 장충2가동 쌍림동 광희1가동 광희2가동 을지로4가동 훈련동 을지로6, 7가동 훈도동 산림동 주교동                                                                                                 |
| 제5대 민의원 | 주요한(朱曜翰) | 민주당       | 1960년 7월 29일 ~ 1961년 5월 16일  | 중구 갑: 덕수동·흥천동·청계동·대창동·숭남동·도동·동자동·회현1가제1동·회현1가제2동·회현2,3가동·남산동·남곡동·충무로1,2가동·명동·영희동·을지로2,3가동                                                                                                  |
| 제5대 민의원 | 정일형(鄭一亨) | 민주당       | 1960년 7월 29일 ~ 1961년 5월 16일  | 중구 을: 동원동·충인동·야현동·인현1가동·낙선동·장충1가동·장충2가동·쌍림동·광희1가동·광희2가동·을지로4가동·훈련동·을지로6,7가동·훈도동·산림동·주교동                                                                                                  |
| 제6대        | 정일형(鄭一亨) | 민주당       | 1963년 12월 17일 ~ 1965년 6월 13일 | 중구 일원(제2선거구) |
| 제6대        | 신인우(申仁雨) | 민중당       | 1965년 11월 10일 ~ 1967년 6월 30일 | 중구 일원(제2선거구) |
| 제7대        | 정일형(鄭一亨) | 민주당       | 1967년 7월 1일 ~ 1971년 6월 30일   | 중구 일원(제2선거구) |
| 제8대        | 정일형(鄭一亨) | 신민당       | 1971년 7월 1일 ~ 1972년 10월 17일  | 중구 일원(제2선거구) |
| 제9대        | 장기영(張基榮) | 민주공화당   | 1973년 3월 12일 ~ 1977년 4월 11일  | 종로구·중구 일원(제1선거구) |
| 제9대        | 정일형(鄭一亨) | 신민당       | 1973년 3월 12일 ~ 1977년 3월 22일  | 종로구·중구 일원(제1선거구) |
| 제9대        | 오제도(吳制道) | 무소속       | 1977년 6월 11일 ~ 1979년 3월 11일  | 종로구·중구 일원(제1선거구) |
| 제9대        | 정대철(鄭大哲) | 무소속       | 1977년 6월 11일 ~ 1979년 3월 11일  | 종로구·중구 일원(제1선거구) |
| 제10대       | 정대철(鄭大哲) | 신민당       | 1979년 3월 12일 ~ 1980년 10월 27일 | 종로구·중구 일원(제1선거구) |
| 제10대       | 민관식(閔寬植) | 민주공화당   | 1979년 3월 12일 ~ 1980년 10월 27일 | 종로구·중구 일원(제1선거구) |
| 제11대       | 이종찬(李鍾贊) | 민주정의당   | 1981년 4월 11일 ~ 1985년 4월 10일  | 종로구·중구 일원(제1선거구) |
| 제11대       | 김판술(金判述) | 민주한국당   | 1981년 4월 11일 ~ 1985년 4월 10일  | 종로구·중구 일원(제1선거구) |
| 제12대       | 이종찬(李鍾贊) | 민주정의당   | 1985년 4월 11일 ~ 1988년 5월 29일  | 종로구·중구 일원(제1선거구) |
| 제12대       | 이민우(李敏雨) | 신한민주당   | 1985년 4월 11일 ~ 1987년 11월 20일 | 종로구·중구 일원(제1선거구) |
| 제13대       | 정대철(鄭大哲) | 평화민주당   | 1988년 5월 30일 ~ 1992년 5월 29일  | 중구 일원 |
| 제14대       | 정대철(鄭大哲) | 민주당       | 1992년 5월 30일 ~ 1996년 5월 29일  | 중구 일원 |
| 제15대       | 박성범(朴成範) | 신한국당     | 1996년 5월 30일 ~ 2000년 5월 29일  | 중구 일원 |
| 제16대       | 정대철(鄭大哲) | 새천년민주당 | 2000년 5월 30일 ~ 2004년 5월 29일  | 중구 일원 |
| 제17대       | 박성범(朴成範) | 한나라당     | 2004년 5월 30일 ~ 2008년 5월 29일  | 중구 일원 |
| 제18대       | 나경원(羅卿瑗) | 한나라당     | 2008년 5월 29일 ~ 2012년 5월 30일  | 중구 일원 |
| 제19대       | 정호준(鄭皓駿) | 민주통합당   | 2012년 5월 30일 ~ 2016년 5월 29일  | 중구 일원 |
| 제20대       | 지상욱(池尙昱) | 새누리당     | 2016년 5월 30일 ~ 2020년 5월 29일  | 중구·성동구 을: 성동구 금호1가동 금호2·3가동 금호4가동 옥수동, 중구 일원 |
| 제21대       | 박성준(朴省俊) | 더불어민주당 | 2020년 5월 30일 ~ 2024년 5월 29일  | 중구·성동구 을: 성동구 금호1가동 금호2·3가동 금호4가동 옥수동, 중구 일원 |
| 제22대       | 박성준(朴省俊) | 더불어민주당 | 2024년 5월 30일 ~                  | 중구·성동구 을: 성동구 금호1가동 금호2·3가동 금호4가동 옥수동, 중구 일원 |

## 같이 보기
- 서울 종로구의 국회의원
- 서울 성동구의 국회의원
- 종로구·중구
- 중구 (1988년 서울 선거구)
- 중구·성동구 을